# Onthophagus subextensus
Onthophagus subextensus är en skalbaggsart som beskrevs av Hermann Julius Kolbe 1895. Onthophagus subextensus ingår i släktet Onthophagus och familjen bladhorningar. Inga underarter finns listade i Catalogue of Life.